# ZIP!CHUKYO
『ZIP!CHUKYO』（ジップ!チューキョー）は、2023年（令和5年）4月3日から2024年（令和6年）9月27日まで中京テレビで日本テレビ制作『ZIP!』内にて生放送された、平日朝枠のローカル情報番組である。

## 概要
中京テレビでは『ZIP!』の番組開始当初からフルネット放送されており、その中で3枠設定されている『ZIP!WEATHER』（2分間）の差し替えにとどまっていたが、2023年度から2・3枠目の差し替え枠を拡大し、東海ローカルとして放送を開始した。尚、新聞等のテレビ欄や電子番組表（EPG）では同番組の放送については触れられておらず、編成上もビデオリサーチ社の視聴率公表上も飽く迄「ZIP!」として扱われている。中京テレビにおける平日朝のローカル番組はZIP!の前枠で放送していた『おはZIP!』以来にもなる。
- 2023年4月3日 - 『ZIP!CHUKYO』がスタート。MCには入社4年目の田村浩平アナが就任。気象予報士の比連崎実とともに、東海地方の天気予報を伝える。
- 2023年8月18日 - 放送100回を迎えた[1]。
- 2023年10月2日 - 番組開始からささしまライブから生放送で伝えていたが、毎日名古屋駅前から伝える。
- 2024年3月29日 - 田村と比連崎が番組卒業。[2]後任は中川萌香アナが担当することが発表された。[3]
- 2024年4月1日 - 番組リニューアルが行われた。また、番組としては2年目に突入した。入社2年目になる中川萌香が新MCに就任した。これまでは、お天気情報を中心にお伝えしてきたが、この地方のニュースだけでなく、スポーツや交通情報も伝える予定。[3]そのほか、中川を支えるサブキャスターが月曜はかつておはZIP!を担当していた佐藤和輝が13年ぶりの朝番組担当に、火・水曜は3月までキャッチ!を担当し、現在はスポーツ実況などを担当している岡田健太郎が、木・金曜は2023年4月から1年間の育休を取得し、復帰した鈴木康一郎が担当する。なお、サブキャスターはZIP!SPORTSのコーナーも担当する。中継で今の体感を伝えたり、勝手に占いますや中継コーナーなどを担当する中継リポーターは月～水曜は中川と同じく入社2年目の仲川晴斐が、木・金曜は3月まで木曜MCを担当していた赤木由布子が担当する。
- 7月15日週 - MCの中川萌香が夏休みのため休演。赤木由布子が代打で担当。
- 7月29日週・8月5日週 - 中継リポーターの赤木由布子がパリオリンピックキャッチ！アスリート全力応援のコーナーで夕方放送のキャッチ！に毎日出演のため休演。仲川晴斐が代打で担当する。しかし、8月7日は仲川が不在のため鈴木が担当した。なお、パリオリンピック期間中は番組自体を休止（後述）したり、中継コーナーがない日などがある。
- 8月5日週 - 谷川が夏休みのため休演。基本的に谷川の代打は赤木が担当するが、パリ五輪期間中のため、キャッチ！気象予報士の石橋武宜が担当した。
- 8月12・13日 - 仲川がキャッチ！代打出演のため休演。鈴木が中継リポーターを担当した。
- 8月14日 - 中川が休演。（詳細不明）岡田がメインMCを担当した。基本はサブキャスターがニュース読みを担当するが、不在のため、5:56～5:58ニュース担当の契約アナウンサーがニュース読みを裏読みで担当した。
- 8月15日 - 中川がZIP!NOW!ニッポン中継担当のためスタジオ不在、赤木が休演（詳細不明）のため、担当を一部変更。メインMCを鈴木が、中継リポーターを仲川がそれぞれ担当した。
- 9月2日 - 番組内で、10月1日から新番組「あさドレ♪」が始まることを発表した。これにより、9月27日で当番組は終了となる。MCの中川や出演者の一部は「あさドレ♪」にも出演する。

## 出演者
- 谷川と一部アナウンサーは月曜 - 木曜の同日昼に放送される『ストレイトニュース』の天気予報・ニュースを兼務する。
- 記載がないものは中京テレビアナウンサー

| 担当/曜日      | 月曜     | 火・水曜   | 木・金曜   |
| -------------- | -------- | ---------- | ---------- |
| メインMC       | 中川萌香 | 中川萌香   | 中川萌香   |
| サブキャスター | 佐藤和輝 | 岡田健太郎 | 鈴木康一郎 |
| 中継リポーター | 仲川晴斐 | 仲川晴斐   | 赤木由布子 |
| 気象予報士     | 谷川美咲 | 谷川美咲   | 谷川美咲   |

### メインMC
- 中川萌香（2024年4月1日 - 同年9月27日）

### サブキャスター
- 佐藤和輝（2024年4月1日 - 同年9月23日）月曜日
- 岡田健太郎（2024年4月2日 - 同年9月25日）火・水曜日
- 鈴木康一郎（2024年4月4日 - 同年9月27日） 木・金曜日

### 中継リポーター
- 仲川晴斐（2024年4月1日 - 同年9月25日）月～水曜日
- 赤木由布子（2023年4月20日 - 2024年年9月27日）木・金曜日
  - 木曜MC（2023年4月20日 - 2024年3月28日）
  - 木・金曜中継リポーター（2024年4月4日 - 同年9月27日）

### 天気解説（気象予報士）
- 谷川美咲（2024年4月1日 - 9月27日）
- 石橋武宜（2024年8月5日・6日）

## 過去の出演者
| 期間      | 期間      | メインMC         | メインMC   | サブキャスター | サブキャスター | サブキャスター |
| 期間      | 期間      | 月曜～水曜・金曜 | 木曜       | 月曜           | 火・水曜       | 木・金曜       |
| --------- | --------- | ---------------- | ---------- | -------------- | -------------- | -------------- |
| 2023.4.3  | 2023.4.14 | 田村浩平         | 田村浩平   | （不在）       | （不在）       | （不在）       |
| 2023.4.17 | 2024.3.29 | 田村浩平         | 赤木由布子 | （不在）       | （不在）       | （不在）       |
| 2024.4.1  | 2024.9.27 | 中川萌香         | 中川萌香   | 佐藤和輝       | 岡田健太郎     | 鈴木康一郎     |

| 期間     | 期間      | 中継リポーター | 中継リポーター | お天気解説（気象予報士） |
| 期間     | 期間      | 月～水曜       | 木・金曜       | お天気解説（気象予報士） |
| -------- | --------- | -------------- | -------------- | ------------------------ |
| 2023.4.3 | 2024.3.29 | （不在）       | （不在）       | 比連崎実                 |
| 2024.4.1 | 2024.9.27 | 仲川晴斐       | 赤木由布子     | 谷川美咲                 |

### メインMC
- 田村浩平（中京テレビアナウンサー）
  - 月〜金曜担当（2023年4月3日 - 4月14日）
  - 月～水曜・金曜担当（2023年4月17日 - 2024年3月29日）

### 気象予報士
- 比連崎実（2023年4月3日 - 2024年3月29日）
  - 月～金曜担当（2023年4月3日 - 2024年3月29日）

### コーポレートキャラクター
- チュウキョ〜くん（2023年4月7日 - 2024年3月29日）月曜 - 金曜
  - 2023年4月3日 - 9月29日までは毎週金曜のみ出演。
  - 2023年10月2日 - 2024年3月29日 月曜～金曜出演。

## 代役
中川萌香
- 赤木由布子（2024年7月15日 - 19日）
- 岡田健太郎（2024年8月14日）
- 鈴木康一郎（2024年8月15日）

谷川美咲
- 赤木由布子（気象予報士として出演）
- 石橋武宜（気象予報士、2024年8月5日 - 9日）

岡田健太郎
- 佐藤和輝

鈴木康一郎
- 佐藤和輝

赤木由布子
- 仲川晴斐（2024年8月1日・2日・8日・9日・15日）

仲川晴斐
- 鈴木康一郎（2024年8月7日・12日・13日）

## 放送場所

### 番組開始～2023年9月29日
中京テレビ本社前・キャナルパークささしま・などささしまライブ24内から放送していた。

### 2023年10月2日～2024年3月29日
2023年10月2日以降は毎日、名古屋駅（JRゲートタワー周辺）からの生中継で放送されている。（豪雨など、外からの放送が困難である場合、中京テレビ本社1階フロアを使用。）

### 2024年4月1日～ 現在
中京テレビCスタジオ内にある、キャッチ!のスタジオにZIP!CHUKYOオリジナルの装飾を施して放送している。そのため、視覚的にはキャッチ!のスタジオには見えず、ZIP!のオリジナルスタジオに見える。なお、キャスター台とモニターは独自のものを使用。

## 放送時間

### 2024年4月～ 現在
| 期間     | 期間 | 平日        | 平日        | 平日        |
| 期間     | 期間 | 第1部       | 第2部       | 第3部       |
| -------- | ---- | ----------- | ----------- | ----------- |
| 2024.4.1 | 現在 | 5:56 - 5:58 | 6:21 - 6:30 | 6:42 - 6:58 |

- 月曜日 - 金曜日 5:56 - 5:58・6:23 - 6:30・6:42 - 6:58（JST）
  - 時刻は目安で、『ZIP!』側の進行状況や、重大ニュース・自然災害の発生などへの対応によって前後する可能性がある。

### 2023年4月3日～2024年3月29日
| 期間     | 期間      | 平日                | 平日                    | 平日                    |
| 期間     | 期間      | 1枠目               | 2枠目                   | 3枠目                   |
| -------- | --------- | ------------------- | ----------------------- | ----------------------- |
| 2023.4.3 | 2024.3.29 | 5:56 - 5:58 （2分） | 6:23頃 - 6:30 （約7分） | 6:54頃 - 6:58 （約4分） |

- 1枠目は、他のフルネット局同様『ZIP!WEATHER』の関東の天気予報の差し替えとして放送。
- ホームページ上では、1枠目は『ZIP! CHUKYO』の放送枠に含まれていない。
- 2枠目において日本テレビで放送されている「ZIP!Pick Up News」は6:30から飛び乗りで放送。
- 3枠目は日本テレビで放送されている「水卜あさ美と一緒にあさごはん」を差し替えて放送。
- 3枠とも最後に「東海3県みんなで作ろう ZIP!スマイルアートプロジェクト」の映像を放送した後、日本テレビのネットに飛び乗る。※現在は放送していない。

## 特別編成
- 2024年7月29日・31日 - パリオリンピックの中継に伴い、『ZIP!』が短縮放送になったため、当番組は休止。『ZIP!』をフルネットした。ZIP!WEATHER-関東地方の天気は差し替えで放送。（中川などZIP!CHUKYO担当者は出演していない。）
- 2024年8月5日 - 日本テレビからパリオリンピック生インタビューを伝えるため、6:23～6:30・6:56～6:58のみの短縮放送となった。

## 関連番組・項目
- ストレイトニュース
- おはZIP! - かつて「ZIP!」の前枠で放送されていた中京テレビの情報番組。